# Guerra de Sertorio
La guerra de Sertorio o guerra sertoriana fue un conflicto vivido entre los años 82 a. C. y 72 a. C. en la península ibérica, una consecuencia de la primera guerra civil. Enfrentó a los populares de Quinto Sertorio, quien se proclamó procónsul (gobernador) de la Hispania Citerior, y los optimates liderados por Quinto Cecilio Metelo Pío y Cneo Pompeyo Magno.

## Antecedentes
En 84 a. C. se vivía una guerra civil entre populares de Cayo Mario y optimates (facción aristocrática de la República romana tardía) de Lucio Cornelio Sila. Los primeros controlaban Roma pero estaban perdiendo el resto de los territorios de la república: Sila estaba con un poderoso ejército negociando la paz con Mitrídates VI para volver a la capital; Quinto Cecilio Metelo Pío se alzaba en África y daba muerte al propretor Cayo Fabio Adriano en Útica; Marco Licinio Craso estaba refugiado en Hispania Ulterior, donde había reclutado un pequeño ejército y se preparaba para volver a Italia; y un joven Cneo Pompeyo Magno se alzaba en el Piceno.
Para mejorar su situación, en 83 a. C., Quinto Sertorio, un hábil y talentoso líder romano, fue enviado a Hispania Citerior como pretor para atraer a las tribus de Cantabria y Lusitania al bando de los populares y conseguir refugio para la previsible derrota. Inmediatamente compró a los jefes locales, castigó a los funcionarios romanos que abusaban de ellos, rebajó los impuestos, armó a los colonos romanos e hizo construir trirremes y máquinas de guerra. Después de que Sila venciera a los populares y ocupara Roma, muchos de los sobrevivientes huyeron en calidad de proscritos a Hispania.

## Guerra sertoriana

### Primera etapa: 82-79a.C.
Sila decidió enviar ejércitos a someter los últimos territorios leales a los populares. El joven Pompeyo marcha a Sicilia, donde Gneo Papirio Carbón había huido y alzado en armas. El optimate lo derrotó y dio muerte en 82 a. C. Después siguió a África, provincia donde Marco Perpenna Ventón y Cneo Domicio Enobarbo se habían alzado en rebelión con apoyo de Hiarbas, rey de Numidia. Pompeyo los venció en 81 a. C., matando a Enobarbo y capturando a Hiarbas, que fue ejecutado. Perpenna tuvo que huir a Sardinia.
Algo similar había sucedido en Hispania, donde quedaba la última resistencia popular. Sabedor de la previsible ofensiva en su contra, Sertorio ordenó a su lugarteniente, Livio Salinator, guarnecer los pasos de los Pirineos con 6000 soldados. En el año 82 a. C. un poderoso ejército al mando del general Cayo Annio Lusco se aproximó a la cordillera, pero en lugar de atacar, prefirió sobornar a un soldado para asesinar a Salinator. Tras esta traición, el resto de los defensores se rindieron y Annio entró en la península sin resistencia.

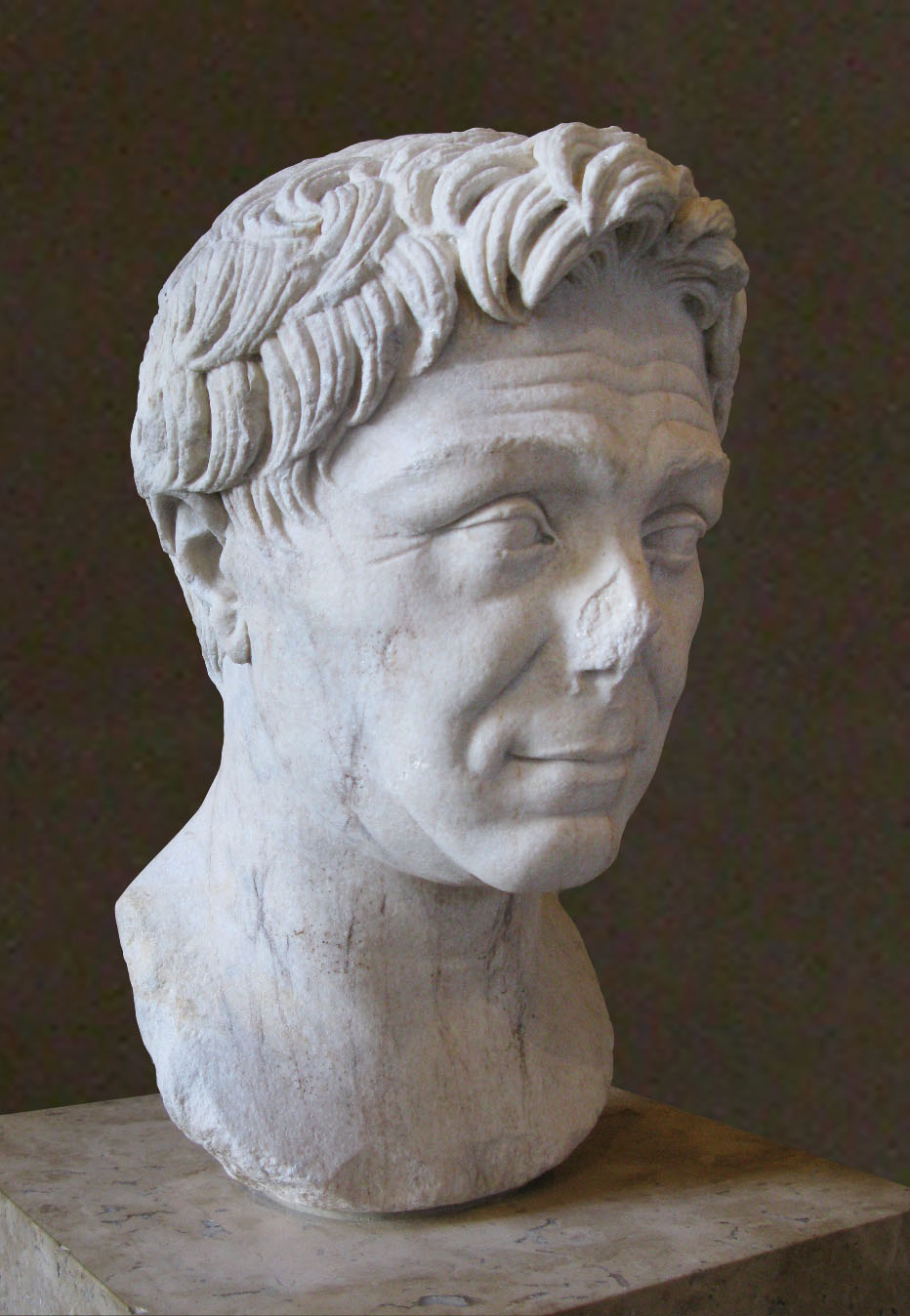
Un joven Pompeyo fue enviado a eliminar a los núcleos restantes de los populares al inicio de la contienda

Sertorio y los 3000 soldados que le quedaban huyeron al Reino de Mauritania. Venció en la isla de Pitusa, en la desembocadura del Betis, a la guarnición dejada por Annio, y cuando este se aproximó con numerosas naves y cinco mil soldados, una tempestad y la habilidad de sus aliados cilicios permitieron a Sertorio vencer. Llegaron a Mauritania, donde había una gran comunidad de populares exiliados y también numerosos piratas cilicios. Se alió con estos últimos para atacar las islas Baleares y la costa mauritana. El reino estaba en plena guerra civil, Boco I era aliado de Sila y combatía a los rebeldes. Su vasallo Ascalis y el general romano Gayo Paciano (enviado por Sila con refuerzos) atacaron a Sertorio, pero este los venció en una batalla donde Paciano murió y sus soldados se incorporaron al rebelde. Después de esto, el general popular tomaba Tingis, era el año 81 a. C.
En la primavera del año siguiente Sertorio recibió una supuesta petición de ayuda de los lusitanos que le sirvió de excusa para volver a la península. Poco después vencía al propretor Cayo Aurelio Cota, enviado con una pequeña flota por Sila, en un combate naval frente a Mellaria. Desembarcó en Baelo Claudia con 2000 legionarios, 700 jinetes mauritanos y 600 auxiliares hispanos. En cambio, los optimates tenían 120 000 infantes, 6000 jinetes y 2000 arqueros y honderos divididos en cuatro ejércitos. Rápidamente se hizo con el apoyo de los lusitanos, que lo creían un enviado de la diosa Diana, pues había comprado de mascota una pequeña cierva blanca. Él les indicó que la cierva le transmitía los mensajes de la diosa mientras dormía y se dice que cuando se escapó, el caudillo empezó a sufrir derrotas. Pronto 4000 infantes y 600 jinetes lusitanos se le unieron. Finalmente, vencía a orillas del Betis al propretor de la Hispania Ulterior, Lucio Fufidio, y se internaba en la Lusitania a finales del año.
Rápidamente usó el fuerte sentimiento antirromano en la región para ganar apoyo e invadir la Citerior, instalando su base de operaciones en Calagurris.

### Segunda etapa: 79-76a.C.
En 79 a. C., con Sertorio dueño de parte importante de Hispania, Sila decide enviar al anciano Quinto Cecilio Metelo Pío como procónsul de la Ulterior con dos legiones, instalando en Corduba su cuartel. Sertorio apenas tenía 8000 soldados, por lo que decidió evitar el combate campal y usar la guerra de guerrillas. Envió a Lucio Hirtuleyo a detener al gobernador de la Citerior, Marco Domicio Calvino, que avanzaba por el Tajo. Hirtuleyo venció a Calvino cerca de Consabura, la cual tomaría después, asegurando el sureste de Sertorio. Seguidamente subió por el valle del Cigüela y emboscó al legado Marco Aquilio y 6000 romanos con la mitad de hombres.

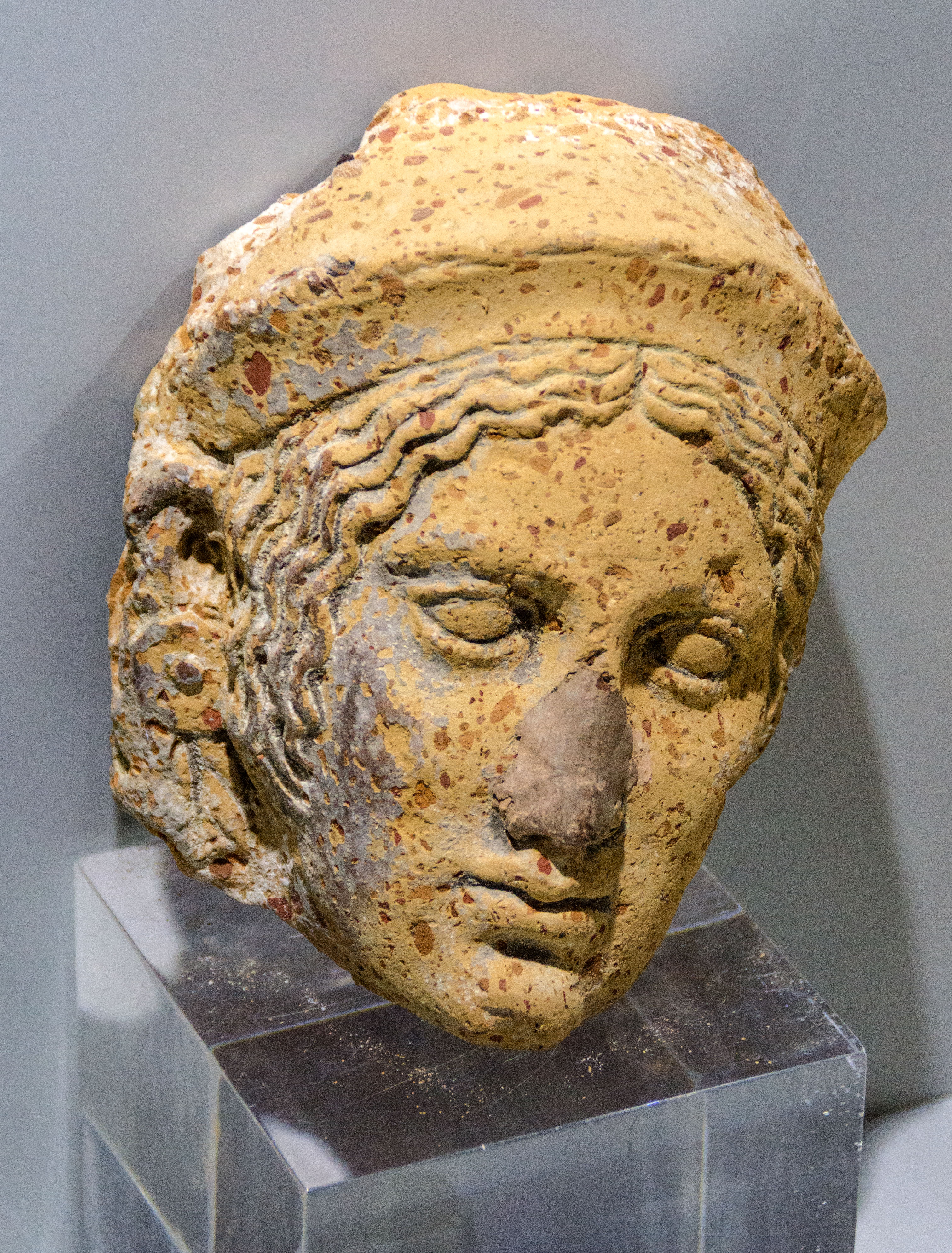
Cabeza encontrada en Castra Caecilia, campamento romano de Metelo durante la campaña y que hoy se encuentra en el Museo de Cáceres.

Después Sertorio lograba romper el sitio de Metelo a Lacóbriga, a la que el optimate había hecho cortar el suministro de agua, pero Sertorio trajo 2000 odres con agua y después cortó los suministros al enemigo, quien tras construir el Castra Caecilia buscaba cortar la vía de suministros de Sertorio y dejarlo aislado en la parte norte del río Tajo y liberando la ciudad, lo hacía retroceder al Guadiana.
Estas victorias lo hicieron muy popular entre los locales y hábilmente decidió instituir un Senado a la manera romana pero formado por la nobleza hispana en Osca o Bolskan. Él se nombró procónsul y se preocupó de respetar las decisiones de los senadores. A los reclutas hispanos los hizo entrenar como romanos con buenos escudos, cascos y túnicas. Instaló sus propios gobernadores y procuró que ganaran el apoyo popular con justicia y rebajando los impuestos. Finalmente, fundó una Academia para los hijos de las grandes familias nativas, donde maestros romanos y griegos se encargaban de enseñarles, llenando de orgullo a los padres. Eran rehenes pero también los formaba para ser futuros funcionarios romanos. Era dueño indiscutible del Alto Ebro y Tarraco en la costa. Esto se debía a su alianza con los celtíberos, lo que también significaba hacerse enemigo de los vascones.

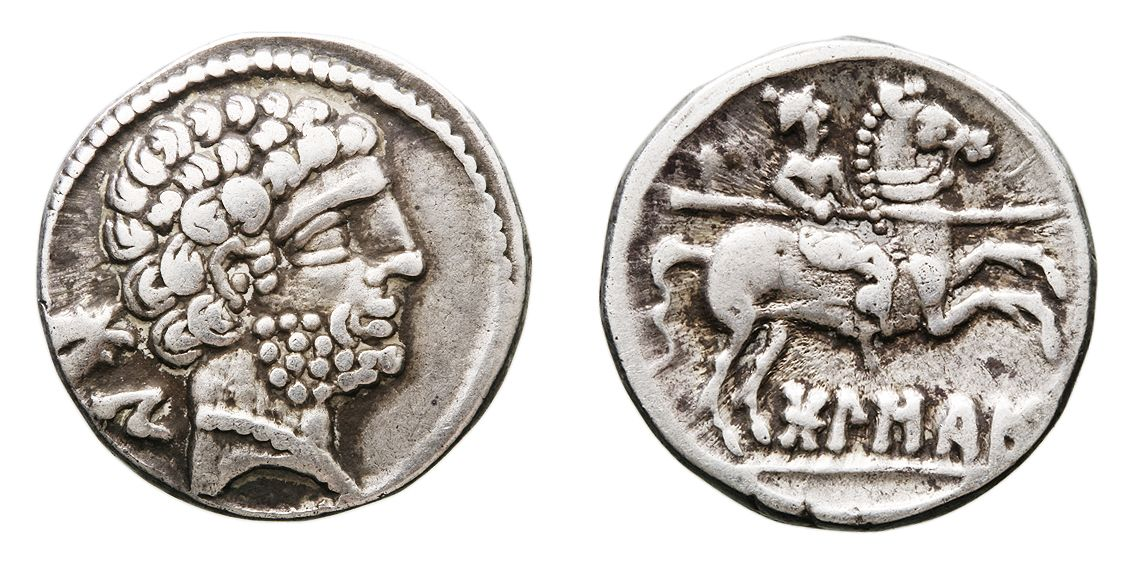
Denario acuñado en Osca, en donde Sertorio fundó una institución para la formación de los hijos de las elites hispanas.

Sus victorias no solo le dieron fama entre los hispanos. En el año 78 a. C. Perpenna, que estaba intentando resistir en Sardinia, decidió refugiarse con 20 000 infantes y 1500 jinetes junto a Sertorio. Mientras, Hirtuleyo seguía su ofensiva hasta Ilerda, donde derrotaba al procónsul de la Galia Narbonense, Lucio Manlio, que había entrado en Hispania para ayudar a Calvino. Para entonces, el procónsul rebelde tenía 8000 jinetes y 60 000 infantes, dos tercios locales, pero solo 2000 legionarios veteranos al mando de Perpenna.
En 77 a. C. ordena a Hirtuleyo volver a defender Lusitania mientras Sertorio se quedaba en la cuenca del Ebro, pasando el invierno en Castra Aelia, en tierras de los berones. Los vascones no hicieron nada, a la espera de la llegada de los optimates romanos. Por entonces, en la cima de su poder, Sertorio era dueño de todas las tierras romanas en Hispania a excepción de lo que después sería la Bética y el sur de la Tarraconense, donde estaba Metelo.
El joven Pompeyo fue enviado en el año 76 a. C. Su nombramiento fue ilegal al no hacerse según las normas romanas, sino que seguía la práctica impuesta por Sila. Se instaló en Emporiae para pasar el invierno y se preparó para atacar en el año siguiente. Envió al cuestor Cayo Memio para que trajera una legión desde la Ulterior para unirse a él en Cartago Nova. Su plan era que Metelo impidiese que Sertorio cruzara el Betis mientras él expulsaba a los rebeldes de la costa de la Citerior y después del interior hasta acorralarlo en la Lusitania. Algunos oficiales rebeldes quisieron combatir de la manera tradicional a Pompeyo, pero Sertorio los convenció de seguir con las guerrillas. 

«Queriendo luego curarlos del desaliento, los convocó a todos al cabo de pocos días a junta general, en la que hizo presentar dos caballos, el uno sumamente flaco y viejo, y el otro fuerte y lozano, con una cola muy hermosa y muy poblada de cerdas. Al lado del flaco se puso un hombre robusto y de mucha fuerza, y al lado del lozano otro hombre pequeño y de figura despreciable. A cierta señal, el hombre robusto tiró con entrambas manos de la cola del caballo como para arrancarla, y el otro pequeño, una a una, fue arrancando las cerdas del caballo brioso. Como al cabo de tiempo el uno se hubiese afanado mucho en vano, y hubiese sido ocasión de risa a los espectadores, teniendo que darse por vencido mientras que el otro mostró limpia la cola de cerdas en breve tiempo y sin trabajo, levantándose Sertorio: “Ved ahí- les dijo-, oh camaradas, cómo la paciencia puede más que la fuerza; cómo cosas que no pueden acabarse juntas ceden y se acaban poco a poco; nada resiste a la asiduidad, con la que el tiempo, en su curso, destruye y consume todo poder, siendo un excelente auxiliador de los que saben aprovechar la ocasión que les presenta e irreconciliable enemigo de los que fuera de sazón se precipitan”».

Perpenna contuvo a Pompeyo, Cayo Herenio quedó de reserva y Hirtuleyo fue encargado de evitar que Metelo se uniera al recién llegado. Sertorio se mantuvo a la expectativa para socorrer donde más se lo necesitara.
Los dos primeros del bando sertoriano retrocedieron hacia Valentia Edetanorum y la ciudad de Laurón se pasó al bando optimate, por lo que Sertorio la asedió. Pompeyo reaccionó marchando a liberarla, buscando atrapar al rebelde entre su ejército y la ciudad, pero al acercarse, apareció en su retaguardia una legión rebelde que lo dejó inmovilizado. Tratando de conseguir víveres, se produjo una escaramuza entre partidas enemigas, el legado optimate Decio Lelio intentó ayudar a los suyos pero fue vencido con 10 000 bajas. Poco después, Laurón se rindió y Sertorio no hizo daño a la población, pero quemó completamente la urbe. Pompeyo aprovechó la noche para retirarse, pero la caballería enemiga le dio alcance y perdió 10 000 hombres aparte de 5000 aliados que intentaron defender su retaguardia y fueron dispersados. Al general optimate no le quedó más opción que refugiarse en la Galia Narbonense.
Por entonces, los optimates tenían 30 000 a 40 000 hombres en Hispania.

### Tercera etapa: 75-72a.C.

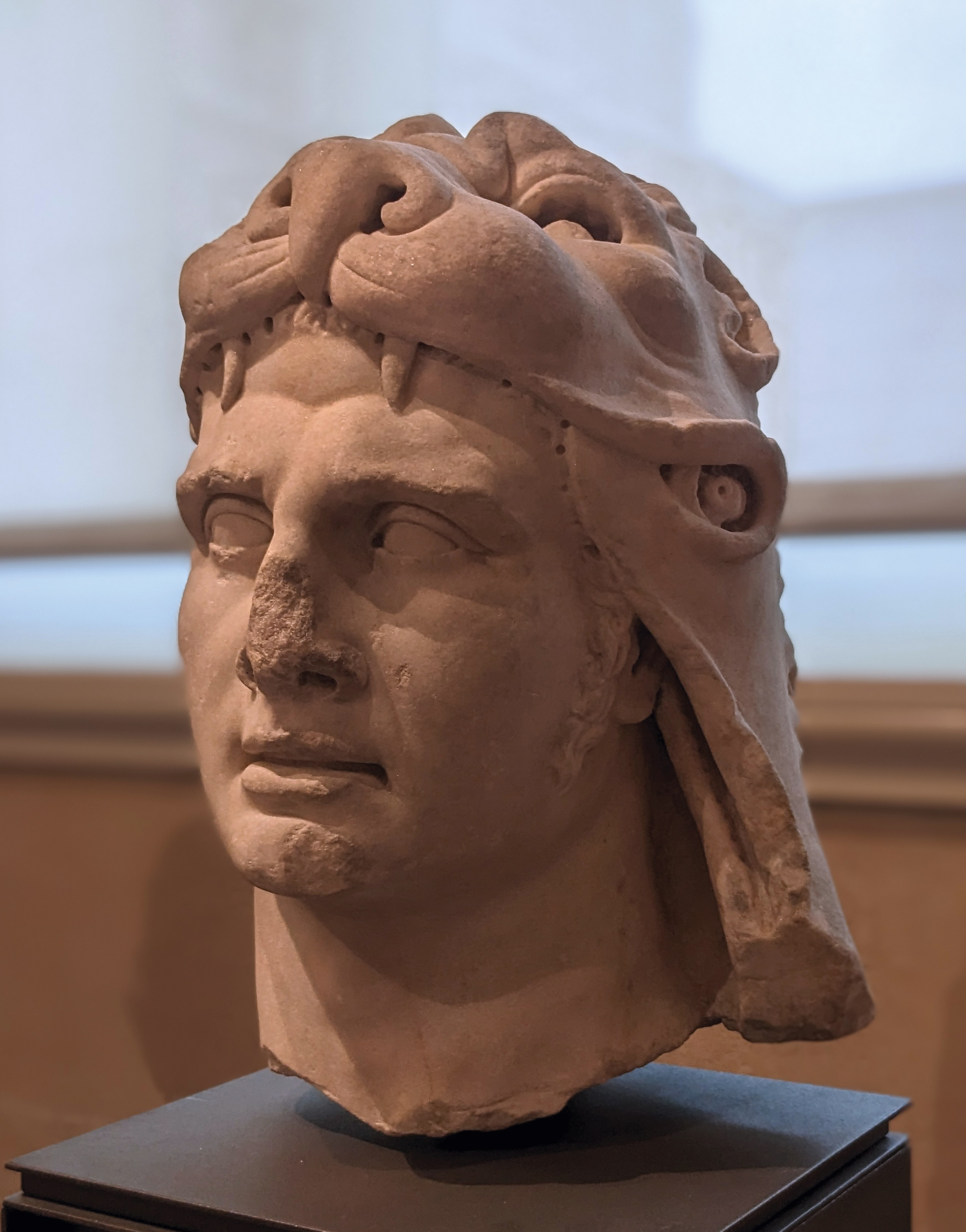
A través del pago de 3000 talentos por parte de Mitrídates VI por un pequeño contingente, Sertorio pudo pagar a sus soldados tras las sucesivas derrotas antes del 75 a. C.

Con sus fuerzas mermadas y con menos botín para pagar a sus hombres, Sertorio envió a un pequeño contingente al mando de Marco Mario a Mitrídates VI a cambio de 3000 talentos. Con ese dinero pudo pagar a sus hombres a la vez que el rey del Ponto iniciaba una guerra en Anatolia aprovechando que los ejércitos romanos estaban ocupados en Hispania.
Después de que Metelo invernara en Corduba y Pompeyo en Narbona, apalabraron que unirían sus fuerzas en el año 75 a. C. Para eso el primero decidió acabar con Hirtuleyo, que estaba en Lusitania. Lo derrotó cerca de Itálica y a orillas del Singilis, muriendo el comandante rebelde en el último combate con 20 000 de sus hombres. Entre tanto, Pompeyo marchó rápidamente hacia Sagunto, ciudad que se pasó a su bando cuando vio a su ejército a sus puertas. Luego siguió hasta Valentía, urbe asediada por Herenio y 20 000 rebeldes. Sertorio, enterado de sus movimientos, inmediatamente se dirigió en ayuda de su lugarteniente. Pompeyo derrotó a Herenio y le dio muerte con 10 000 de sus seguidores. Sus tropas saquearon después Valentía, salvándose solo los templos. Perpenna logró huir con los supervivientes.
Pompeyo conquistó fácilmente Edetania hasta llegar a Sucrone, que contaba con el único puente que atravesaba el Sucrón; ahí se presentó también Sertorio, deseoso de vengar la derrota de Laurón y demasiado cerca del enemigo como para esperar a Metelo. Ambos ejércitos sumaban unos 30 000 hombres. Sertorio puso al mando de su flanco derecho (tradicionalmente el más débil de los ejércitos antiguos) a Perpenna, mientras que Pompeyo hacía lo propio con Lucio Afranio. La batalla fue muy disputada hasta que el flanco de Perpenna empezó a retroceder y, para evitar una matanza, Sertorio dejó su ala al mando de otro subordinado e intervino en persona para ayudar a Perpenna. Tras esto la línea optimate colapsó y el combate quedó decidido. Murieron 5000 sertorianos y 6000 pompeyanos.
Al día siguiente, Pompeyo volvió a formar a los supervivientes para presentar batalla, justo cuando llegaba Metelo desde Saetabis. Sertorio, para no quedar atrapado entre ambos, retrocedió. A finales del verano, el caudillo rebelde cercó en Sagunto al legado Gayo Memio y 30.000 soldados. En las numerosas salidas de los optimates para conseguir suministros hubo constantes escaramuzas, y en una de ellas casi muere el legado, pero fue salvado por sus propios hombres. Sertorio decidió retirarse a Pallantia para invernar con los celtíberos. Metelo se retiró a Narbona, donde ofreció una recompensa de 100 talentos de plata y 20 yugas de tierras para quien matara al caudillo. Pompeyo se refugió con los vascones y fundó Pompaelo.
En 74 a. C. Sertorio aplicó la táctica de tierra quemada para evitar el combate, mientras que Pompeyo y Metelo atacaban ciudades para provocarlo. Pompeyo puso sitio a Pallantia pero la intervención del caudillo la salvó de caer. En cambio, en Cauca los optimates introdujeron soldados supuestamente enfermos que buscaban ayuda médica y abrieron las puertas al ejército a la primera oportunidad. Otra intervención de Sertorio salvó a su capital, Calagurris, de caer ante un asedio infligiendo 3000 bajas a sus enemigos. Decisiva fue una amnistía ofrecida por el Senado romano a los rebeldes, que llevó a muchos oficiales a abandonar al caudillo.
En el año 73 a. C., Pompeyo conquistó Celtiberia y las ciudades costeras de Tarraco y Dianium. Sertorio se concentró en el valle del Ebro, en las ciudades de Ilerda, Osca y Calagurris, cada vez con menos aliados. Finalmente, viéndose acorralado, Sertorio decidió vengarse de los jefes hispanos desertores: asesinó a la mayoría de los jóvenes estudiantes de la academia de Osca, y los sobrevivientes fueron vendidos como esclavos. En 72 a. C., Perpenna y otros oficiales le invitaron a una cena durante la cual lo apuñalaron hasta matarlo. El traidor asumió el mando y quiso ofrecer combate campal a Pompeyo, pero fue vencido y capturado rápidamente. Perpenna ofreció al general optimate decirle los nombres de los partidarios de Sertorio que aún quedaban, pero este ordenó ejecutarlo para evitar que se repitieran las matanzas de Sila. Todos los compañeros de Perpenna fueron muertos, algunos por Pompeyo y otros por los mauritanos cuando huyeron a África.
El resto de las ciudades aún leales al caudillo se rindieron, a excepción de Calagurris, que resistió hasta el canibalismo el asedio optimate. Si Sertorio no hubiera sido asesinado, la guerra no hubiera acabado tan fácil y rápidamente.

## Consecuencias
Al renunciar a perseguir a los adversarios, Pompeyo se diferenció de Sila y ganó el apoyo de la población hispana. Gracias a esto, durante la guerra civil contra Cayo Julio César, Pompeyo tuvo la férrea lealtad de los colonos itálicos en la península y los celtíberos, iberos, lusitanos y tribus del norte hispano, combatiendo en Ilerda y enviando un contingente a Farsalia. Estos lazos de clientelismo lo heredaron los hijos de Pompeyo al reunir un ejército. César, sabedor de lo larga que fue la resistencia de Sertorio, reaccionó antes de que sus enemigos aseguraran su posición en la península y los venció en Munda.
Sertorio es recordado por haber demostrado un sincero deseo de integrar a los locales a la civilización clásica, hacerlos romanos, a diferencia de muchos de sus compatriotas, que los veían con desprecio y consideraban las tierras conquistadas como una mera fuente de botines, gloria, recursos, esclavos e impuestos. El caudillo consiguió crear una «República Romana de bolsillo» o «Estado romano paralelo» en la provincia más importante para la República de entonces.

### Clásicas
- Apiano. Las guerras civiles. Tomos I y II. Libros XIII y XIV de Historia romana. Versión inglesa en Penelope. Digitalización de Loeb Classical Library, 1913, traducción latín-inglés Horace White. Versión española de Gredos, 1985, traducción latín-español por Antonio Sancho-Hoyo.
- Lucio Mestrio Plutarco. Vida de Sertorio. Tomo IV de Vidas paralelas. Versión inglesa en Penelope. Digitalización de la edición de la Loeb Classical Library, 1919, traducción latín-inglés por Bernadotte Perrin. Versión española en Imperium.
- Paulo Orosio. Historia contra los paganos. Traducción latín-inglés, introducción y notas por A. T. Fear, 2010, Liverpool University Press,  ISBN 9781846312397. Véase Libro V Archivado el 29 de mayo de 2020 en Wayback Machine..

### Modernas
- Amela Valverde, Luis (2002). Las clientelas de Cneo Pompeyo Magno en Hispania. Barcelona: Edicions Universitat Barcelona. ISBN 978-8-44752-735-9.
- Brunt, P. A. (1971). Italian manpower, 225 B.C.-A.D. 14. Oxford University Press.
- Grimal, Pierre (1984). El mundo mediterráneo en la edad antigua: La formación del Imperio romano. Tomo III. Madrid: Historia universal ed. siglo XXI. ISBN 9788432301681.
- Konrad, Christoph F. (1994). Plutarch's Sertorius. UNC Press Books. ISBN 9780807821398.
- Lafuente, Modesto (1850). Historia general de España. Tomo II. Madrid: Establecimiento Tipográfico de Mellado, pp. 5-28.
- Masdeu, Juan Francisco (1787). Historia crítica de España: España romana. Parte primera: España romana baxo de la república (sic). Tomo IV. Madrid: Don Antonio de Sancha pp. 395–466.
- Spann, Ph. O. (1977). M. Perperna and Pompey's Spanish Expedition. Revista Hispania antiqua. Núm. 7, Colegio Universitario de Álava, pp. 47–62.